# Ldama
Ldama est un village du Cameroun situé dans le département du Mayo-Tsanaga et la Région de l'Extrême-Nord.

## Population
Lors du troisième recensement général de la population et de l'habitat du Cameroun, le dénombrement de la population du village comptait 5 952 habitants donc 2 798 de sexe masculin et 3 154 de sexe féminin.

## Climat
Le climat de Ldama est de type tropical d'altitude. Le mois d'Avril est le mois le plus chaud de l'année avec une température de 26,5 °C et celui de Janvier est le moins chaud avec 20,7 °C. La température annuelle moyenne est de 22,8 °C pour une précipitation annuelle moyenne de 948 mm.